# Necropoli di San Giorgio
La necropoli di San Giorgio è un sito archeologico di epoca fenicia situato nel territorio del comune di Portoscuso, nella provincia del Sulcis Iglesiente in Sardegna.

## Descrizione
La necropoli, scavata nei primi anni novanta, è composta da undici sepolture, databili alla prima metà dell'VIII secolo a.C., presumibilmente correlate ad un piccolo abitato la cui localizzazione non è stata ancora stabilita con esattezza. Si tratta probabilmente della più antica necropoli fenicia della Sardegna.
Le tombe sono tutte ad incinerazione. I defunti (probabilmente degli aristocratici) furono cremati e i loro resti collocati all'interno di ciste litiche o entro delle anfore di tipo commerciale, fabbricate per il trasporto di alimenti, protette a loro volta da lastre di arenaria. Il corredo funebre comprendeva ceramiche, gioielli in argento e armi in bronzo.
I ritrovamenti sono custoditi nel Museo archeologico nazionale di Cagliari.